# Microcarbo
Microcarbo és un gènere d'ocells de la família dels falacrocoràcids (Phalacrocoracidae). Aquest gènere s'ha reconegut recentment per ha donar cabuda als més petits entre els corbs marins, fins ara inclosos al gènere Phalacrocorax.

## Llistat d'espècies
Segons la classificació del Congrés Ornitològic Internacional (versió 2.4, 2010) aquest gènere conté 5 espècies:
- Microcarbo melanoleucos - Corb marí beccurt.
- Microcarbo africanus – Corb marí africà.
- Microcarbo coronatus – Corb marí coronat.
- Microcarbo niger - Corb marí de Vieillot.
- Microcarbo pygmeus – Corb marí pigmeu.

Totes cinc espècies són incloses al gènere Phalacrocorax a moltes classificacions.